# Монкальм, Луи-Жозеф де
Луи-Жозеф де Монкальм-Гозон, маркиз де Сен-Веран (фр. Louis Joseph de Montcalm-Gozon, Marquis de Montcalm; 28 февраля 1712, Ним, Франция — 14 сентября 1759, Квебек) — французский военный деятель, командующий французскими войсками в Северной Америке во время Семилетней войны.

## Ранние годы
Родился в семье Луи-Даниеля де Монкальм и Марии-Терезы де Пьер. В 1727 году вступил во французскую армию. в 1729 году получил звание капитана. После смерти отца стал маркизом де Сен-Веран, унаследовав все права и привилегии этого титула. С целью поправить своё материальное положение 2 октября 1734 года женился на богатой дворянке Анжелике Талюн дю Булле, несмотря на это, был счастлив в браке и имел 12 детей. Принял участие в войнах за Польское (1733—1735) и Австрийское (1740—1748) наследства. В 1743 году получил звание полковника. В 1744 году награждён орденом Святого Людовика. Был ранен и попал в плен в битве при Пьяченце в 1746 году, освобождён по обмену через несколько месяцев. Повторно ранен в 1748 году, незадолго перед окончанием войны. В течение семи лет (1749—1756) жил в провинции на пенсию в 2000 ливров (с 1753 года), занимаясь воспитанием детей и время от времени навещая с инспекцией свой полк.

## Участие вСемилетней войне

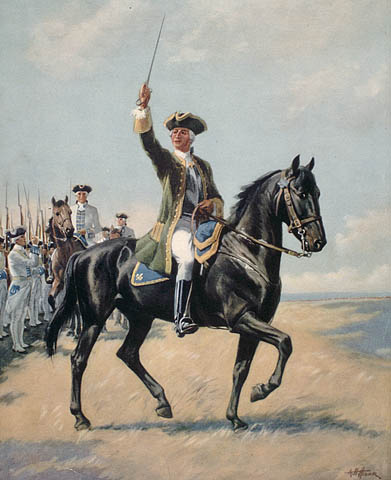
Генерал маркиз де Монкальм во главе французских солдат в битве на равнине Авраама.

В 1756 году назначен командующим французскими войсками в Северной Америке. В течение первых лет Франко-индейской войны провёл ряд успешных боевых операций против британских войск, в частности, в 1756 году захватил и разрушил форт Осуиго на берегу реки Онтарио, отказав англичанам в почётной капитуляции из-за недостаточного мужества, проявленного английскими солдатами. В 1757 году одержал крупную военную победу, захватив форт Уильям-Генри в южной оконечности озера Джордж. В 1758 году наголову разбил пятикратно превосходившие его силы англичан в сражении за форт Карильон, проявив высокий профессионализм и незаурядные лидерские качества. В конце войны руководил обороной Квебека, 13 сентября 1759 года был смертельно ранен в неудачной для него битве на равнине Авраама, обеспечившей военную победу англичан в войне за североамериканские колонии. На неутешительные прогнозы врачей спокойно ответил: «Тем лучше. Я счастлив, что не увижу капитуляции Квебека». Скончался 14 сентября 1759 года в полевом госпитале на берегу реки Св. Чарльза близ Квебека.

## Память
- Фигурирует в историческом романе Джеймса Фенимора Купера «Последний из могикан, или Повествование о 1757 годе» (1826), где, в частности, описывается захват его отрядом английского форта Уильям-Генри.
- В фильме «Последний из могикан» (1992) его роль сыграл Патрис Шеро.
- Статуя Монкальма находится на Здании парламента Квебека в городе Квебек.

В честь Монкальма названы:
- Название «Монкальм» носили корвет и два крейсера французского флота. В настоящее время в строю ВМФ Франции находится противолодочный фрегат Монкальм (фрегат)[фр.].
- В штате Мичиган, США, находится округ Монкэлм названный в честь полководца.
- Один из районов[фр.] города Квебек назван Монкальм.
- Муниципалитет в провинции Манитоба, Канада.
- Имя Монкальма носит улица и мост в квебекском городе Гатино.